# 西藏记忆
《西藏記憶》是由中國藏族女作家唯色採訪七十餘位經歷過西藏文革的當事者，並採用其中的二十三位所著成的口述西藏文革訪談集。本書於2006年2月由台灣大塊文化出版社出版，2016年再版。 2010年出版法文版。本書中人物名字全為化名，但多是當初西藏文革的核心人物或是《殺劫》書中照片出現的人物，雖然口述歷史易參雜個人觀點，但從訪談的數量來看，本書算是市面上接近唯一一本有關西藏文革史的專門著作，另外本書與《殺劫》互為表裡，殺劫提供許多西藏文革照片，本書則提供一段段口述歷史。